# Glanes
Glanes é uma comuna francesa na região administrativa de Occitânia, no departamento de Lot. Estende-se por uma área de 2,72 km². Em 2010 a comuna tinha 316 habitantes (densidade: 116,2 hab./km²).